# پارکر استیونسون
پارکر استیونسون (انگلیسی: Parker Stevenson؛ زادهٔ ۴ ژوئن ۱۹۵۲) یک هنرپیشه اهل ایالات متحده آمریکا است.